# Maurice Smith

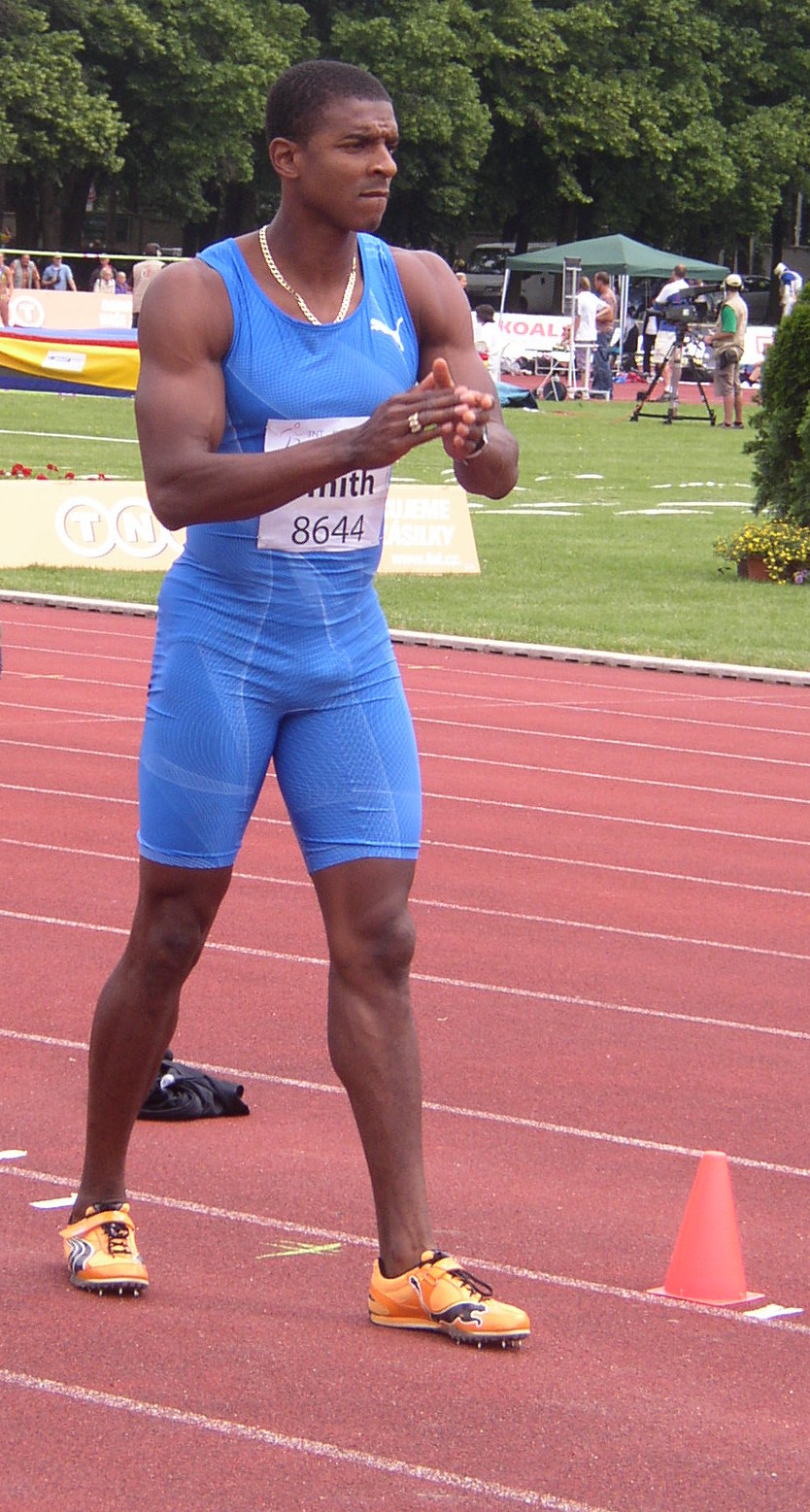
Maurice Smith in Kladno 2010

Maurice Smith (* 28. September 1980 im Saint Catherine Parish) ist ein jamaikanischer Zehnkämpfer, der 2007 Vizeweltmeister wurde.
Smiths Karriere begann 1999 mit einer Bronzemedaille bei den Panamerikanischen Juniorenspielen. 2001 gewann er mit 7755 Punkten den Zehnkampftitel bei den CACG (Central American and Caribbean Games) in Guatemala-Stadt. Nachdem er mit 8024 Punkten bei den Texas Relays im April 2004 erstmals die 8000-Punkte-Marke übertroffen hatte, startete er auch bei den Olympischen Spielen 2004 in Athen. Mit 8023 Punkten kam er bis auf einen Punkt an seine Bestmarke heran und belegte den 14. Platz.
2005 steigerte er in Fayetteville seine Hallenbestleistung im Siebenkampf auf 6035 Punkte. Zwei Wochen später gewann er, erneut in Fayetteville, mit 6004 Punkten die Meisterschaft der NCAA. Im Mai 2005 steigerte er seine Bestleistung im Zehnkampf auf 8232 Punkte. Bei den Weltmeisterschaften 2005 in Göteborg brach er den Wettkampf nach zwei Disziplinen ab.
Im März 2006 fanden in Melbourne die Commonwealth Games 2006 statt. Mit 8074 Punkten gewann Smith die Silbermedaille mit 69 Punkten Rückstand auf den Engländer Dean Macey. Ende Mai 2006 steigerte sich Smith beim Mösle Mehrkampf-Meeting in Götzis als Dritter des Wettkampfs auf 8269 Punkte, einen Monat später verbesserte er seine Bestleistung in Ratingen auf 8349 Punkte.
2007 wurde Smith in Götzis mit 8241 Punkten Achter. Im Juli siegte er mit 8278 Punkten bei den Panamerikanischen Spielen in Rio de Janeiro. Seinen bis dahin besten Wettkampf zeigte Smith bei den Weltmeisterschaften 2007 in Osaka. Nach drei Bestleistungen in Einzeldisziplinen steigerte sich Smith auf 8544 Punkte und gewann Silber hinter dem Tschechen Roman Šebrle.
Bei den Olympischen Spielen 2008 in Peking belegte er mit 8205 Punkten Platz 8.
Maurice Smith ist 1,90 m groß und wiegt im Wettkampf rund 90 kg. Er hat einen Studienabschluss in Erwachsenenbildung an der Auburn University. In Wurfdisziplinen hat er einige Meistertitel in Jamaika gewonnen: 2000 gewann er im Speerwurf, 2001 im Kugelstoßen, 2001 und 2005 im Diskuswurf.

## Bestleistungen in den Einzeldisziplinen
| 100 m          | 10,62 s     | (2007 in Osaka)           |
| Weitsprung     | 7,51 m      | (2006 in Ratingen)        |
| Kugelstoßen    | 17,41 m     | (2007 in Auburn)          |
| Hochsprung     | 2,03 m      | (2001 in Guatemala-Stadt) |
| 400 m          | 47,48 s     | (2007 in Osaka)           |
| 110 m Hürden   | 13,76 s     | (2006 in Götzis)          |
| Diskuswurf     | 55,49 m     | (2007 in Kingston)        |
| Stabhochsprung | 4,80 m      | (2007 in Osaka)           |
| Speerwurf      | 62,07 m     | (2002 in Spanish Town)    |
| 1500 m         | 4:29,95 min | (2006 in Melbourne)       |

Seine Bestleistung von 8644 Punkten stellte Smith 2007 in Osaka auf.